# 中国中信集団公司
中国中信集団公司（CITIC Group Corporation Ltd）は、旧称が中国国際信託投資公司（China International Trust Investment Corporation、CITIC）といい、1979年に栄毅仁が鄧小平の承認を得て設立した中華人民共和国の国有投資会社である。本社は北京市朝陽区にある。2019年現在、世界最大級の外資を有する中国最大の国営コングロマリットである。

## 事業
当初の目的は、「外資を誘致・活用し、先進技術を導入し、先進的で科学的な国際的な運営・管理手法を採用すること」であった。 現在、中国、香港、アメリカ、カナダ、オーストラリア、ニュージーランドに中国中信銀行（China CITIC Bank）、中信股份有限公司（CITIC Limited）、中信信託（CITIC Trust）、中信マーチャント（CITIC Merchant：主に銀行）など44社の子会社を保有している。 

## 歴史
中信集団（CITIC Group）は1979年に中国の国有企業である中国国際信託投資有限公司（China International Trust Investment Corporation、略称：CITIC）として設立された。1980年代、中国政府は多くの営利企業を設立したが、CITICは1950年代に家業が国有化された後、中国本土に残ることを選んだ当時の元実業家で政治家でもあった栄毅仁が率いていた。息子の栄智健は、中信集団の上場子会社である中信泰富（CITIC Pacific）の元会長だった。栄智健はまた、1978年から香港を拠点とする事業家となり、1986年から香港事務所と中信泰富の親会社を率いている。 
中信集団の本社は北京にあった。1985年には香港事務所が正式に開設された。中国本土に拠点を置く中信銀行は1984年にグループによって設立された。中信集団はまた、1987年に香港のフラッグ・キャリアであるキャセイパシフィック航空の12.5%の株式を取得し、2006年には株主間契約の一員となったが、2009年には同グループの国有企業であるエアチャイナに売却された。また、1986年には香港の嘉華銀行有限公司も買収した。1990年には、別の国有企業、中国康华发展总公司の子会社の一部も吸収した。その他の注目すべき買収には、別の航空会社ドラゴンエアーの38.3％の株式、香港テレコムの20％の株式などがある。 
また、中信は1990年代に香港の上場企業を買収し、CITICパシフィックに社名変更した。グループの資産の一部は、前述のキャセイパシフィックの株式を含め、逆IPOとして上場会社に入れられた。完全な逆IPOは2014年に行われた。 

### 2000年代
子会社のCITICパシフィック（中信泰富、現：中国中信股份）は、2008年10月に外貨市場で不正な賭けを行い、147億香港ドル（時価ベースで19億米ドル）の損失を出した。経理財務部長のチャウ・チーイン氏やグループ財務担当重役のレスリー・チャン氏などの執行役が辞任した。取引再開と同時に株価は55.1％急落した。 
中信集団は2014年に中国中信股份に資産の大半を注入した。しかし、中信国安集団は除外され、他の民間資本で再資本化された。 
2015年、中信集団は中国中信股份の株式10%を伊藤忠とチャルーン・ポーカパンの合弁会社に344億香港ドル（45.4億米ドル）で売却し、合弁会社も459億香港ドル（または59億米ドル）で転換優先株式を新規に引き受けた。日本の総合商社としては過去最大の投資額となったと報じられた。また、日本企業による中国での買収としては最大規模であり、外国人による中国国有企業への投資としては最大規模である。 
2016年、中信集団はフォーチュン・グローバル500の中で156位にランクされ、年間収益は559億3800万ドルであった。 

## グループ会社
- 中国中信股份（CITIC Limited、香港にある中信集団の子会社） 
  - 中信信託（英語版）（CITIC Trust）
  - 中信銀行 （China CITIC Bank） 
    - 中信国際金融控股（英語版）（CITIC International Financial Holdings） 
      - 中信銀行國際（英語版）（CITIC Bank International）
- 中信資源控股（英語版）（CITIC Resources）
- 中信建設（英語版）（CITIC Construction）
- 中信新際期貨（CITIC Newedge）
- 中信房地産（CITIC Real Estate）
- 中信資本（CITIC Capital） 
  - アモイ・フード（英語版）（Amoy Food）
- 中信金属集団（CITIC Metal Group）
- 中信出版（CITIC press）

## 株式投資
- 中信国安集団（英語版）（CITIC Guoan Group、20.95％）
- 中信証券（英語版）（CITIC Securities）